# Telmatherina antoniae
Telmatherina antoniae är en fiskart som beskrevs av Kottelat, 1991. Telmatherina antoniae ingår i släktet Telmatherina och familjen Telmatherinidae. IUCN kategoriserar arten globalt som sårbar. Inga underarter finns listade i Catalogue of Life.